# La cocina en Bolivia (recetario)
La cocina en Bolivia es un libro de recetas escrito por Aida Gainsborg, considerado uno de los libros de cocina más importantes del país.
El libro se publicó por primera vez en 1956 y desde entonces no ha dejado de reeditarse. Contiene más de 1400 recetas. 

## Impacto y reconocimiento
Uno de los comentarios a la primera edición dice: 
Hacíase necesario un libro que no nos diera recetas de la cocina española, francesa, chilena o argentina; de libros que nuestras amas de casa no entendían en su mayor parte porque en esos países las verduras y los ingredintes necesarios para la cocina hogareña tienen otros nombres. Ahora tenemos un libro que nos habla con sus propios nombres de platos que nos son favoritos. Es un libro hecho para el hogar patrio. Sin cosas difíciles, La cocina en BoliviaLA COCINA EN BOLIVIA ha llenado un hueco que alguien se ocupó de cubrir. (Jenaro Saavedra Pérez, Radio Amauta). 
Poco tiempo después de su publicación, Julia Elena Fortún, jefa del departamento de Folklore del entonces Ministerio de Educación y Bellas Artes, felicitó públicamente a la autora de este libro, escribiendo: 
1. Ha recolectado Ud. lo más representativo del recetario doméstico tradicional, uno de los órdenes muy importantes a los que se dedica la ciencia del folklore. 
2. Ha presentado Ud. dichas recetas dentro de las condiciones didácticas de sencillez y adaptabilidad en un todo a las condiciones restringidas del medio, razones estas que las hacen eminentemente prácticas y aseguran al mismo tiempo la continuidad de la tradición gastronómica boliviana, tan variada y original.}
Igualmente, el mencionado ministerio nombró a la autora como miembro de su Departamento de Folklore, gracias al trabajo investigativo que le supuso realizar el recetario. 
En 1967, a través de la Resolución Ministerial 357, el texto fue declarado como "libro de utilidad práctica y de consulta e ilustración de las profesoras de Economía Doméstica de escuelas de la República"